# 8. kosovsko-metohijska brigada (NOVJ)
Za druge 8. brigade glejte 8. brigada.
8. kosovsko-metohijska brigada je bila brigada v sestavi Narodnoosvobodilne vojske in partizanskih odredov Jugoslavije in ki je delovala med drugo svetovno vojno na področju Kraljevine Jugoslavije.

## Organizacija
- štab
- 4x bataljon